# Anzin-Saint-Aubin
Anzin-Saint-Aubin és un municipi francès situat al departament del Pas de Calais i a la regió dels Alts de França. L'any 2007 tenia 2.692 habitants.

## Demografia

### Població
El 2007 la població de fet d'Anzin-Saint-Aubin era de 2.692 persones. Hi havia 1.018 famílies de les quals 174 eren unipersonals (38 homes vivint sols i 136 dones vivint soles), 349 parelles sense fills, 429 parelles amb fills i 66 famílies monoparentals amb fills.
La població ha evolucionat segons el següent gràfic:
Habitants censats

### Habitatges
El 2007 hi havia 1.046 habitatges, 1.020 eren l'habitatge principal de la família, 3 eren segones residències i 23 estaven desocupats. 1.037 eren cases i 7 eren apartaments. Dels 1.020 habitatges principals, 883 estaven ocupats pels seus propietaris, 122 estaven llogats i ocupats pels llogaters i 14 estaven cedits a títol gratuït; 10 tenien dues cambres, 36 en tenien tres, 223 en tenien quatre i 750 en tenien cinc o més. 917 habitatges disposaven pel capbaix d'una plaça de pàrquing. A 372 habitatges hi havia un automòbil i a 580 n'hi havia dos o més.

### Piràmide de població
La piràmide de població per edats i sexe el 2009 era:
| Homes | Edats   | Dones |
| ----- | ------- | ----- |
| 0     | 95 o +  | 0     |
| 0     | 90 a 94 | 0     |
| 4     | 85 a 89 | 4     |
| 4     | 80 a 84 | 16    |
| 24    | 75 a 79 | 40    |
| 28    | 70 a 74 | 24    |
| 52    | 65 a 69 | 40    |
| 56    | 60 a 64 | 64    |
| 48    | 55 a 59 | 64    |
| 100   | 50 a 54 | 112   |
| 124   | 45 a 49 | 100   |
| 108   | 40 a 44 | 136   |
| 100   | 35 a 39 | 112   |
| 88    | 30 a 34 | 64    |
| 64    | 25 a 29 | 60    |
| 52    | 20 a 24 | 72    |
| 104   | 15 a 19 | 108   |
| 168   | 10 a 14 | 116   |
| 56    | 5 a 9   | 88    |
| 40    | 0 a 4   | 72    |

## Economia
El 2007 la població en edat de treballar era de 1.887 persones, 1.349 eren actives i 538 eren inactives. De les 1.349 persones actives 1.280 estaven ocupades (640 homes i 640 dones) i 69 estaven aturades (41 homes i 28 dones). De les 538 persones inactives 160 estaven jubilades, 250 estaven estudiant i 128 estaven classificades com a «altres inactius».

### Ingressos
El 2009 a Anzin-Saint-Aubin hi havia 1.066 unitats fiscals que integraven 2.794,5 persones, la mediana anual d'ingressos fiscals per persona era de 24.613 €.

### Activitats econòmiques
Dels 109 establiments que hi havia el 2007, 1 era d'una empresa alimentària, 3 d'empreses de fabricació d'altres productes industrials, 10 d'empreses de construcció, 14 d'empreses de comerç i reparació d'automòbils, 6 d'empreses de transport, 6 d'empreses d'hostatgeria i restauració, 4 d'empreses d'informació i comunicació, 4 d'empreses financeres, 6 d'empreses immobiliàries, 20 d'empreses de serveis, 30 d'entitats de l'administració pública i 5 d'empreses classificades com a «altres activitats de serveis».
Dels 19 establiments de servei als particulars que hi havia el 2009, 1 era una oficina bancària, 2 tallers de reparació d'automòbils i de material agrícola, 1 paleta, 2 fusteries, 1 lampisteria, 2 electricistes, 2 empreses de construcció, 2 perruqueries, 1 restaurant, 4 agències immobiliàries i 1 saló de bellesa.
Dels 5 establiments comercials que hi havia el 2009, 1 era una gran superfície de material de bricolatge, 1 una botiga de menys de 120 m², 1 una fleca, 1 una peixateria i 1 una joieria.
L'any 2000 a Anzin-Saint-Aubin hi havia 5 explotacions agrícoles que ocupaven un total de 355 hectàrees.

## Equipaments sanitaris i escolars
L'únic equipament sanitari que hi havia el 2009 era una farmàcia.
El 2009 hi havia 1 escola maternal i 1 escola elemental. Anzin-Saint-Aubin disposava d'un col·legi d'educació secundària amb 898 alumnes.

## Poblacions més properes
El següent diagrama mostra les poblacions més properes.